# حيمرون
الحيمرون أو أرْظَمون (الاسم العلمي: Erythrochiton) هو جنس من النباتات يتبع الفصيلة السذابية من رتبة الصابونيات.

## أنواع الحيمرون
- حيمرون برازيلي
- حيمرون ثلاثي الأوراق
- حيمرون جؤجؤي
- حيمرون خادع
- حيمرون شعري الأزهار
- حيمرون عملاق
- حيمرون كبير الأوراق
- حيمرون كبير الجذع
- حيمرون ليندني
- حيمرون مسنن اللسان
- حيمرون واليشياني
- حيمرون مخفي السداة
- حيمرون تحت ورقي الإزهار
- حيمرون كامن